# Noch
NOCH GmbH & Co. KG — немецкая фирма-производитель аксессуаров для железнодорожных моделей во всех распространённых типоразмерах. Известна благодаря своим моделям для ландшафтного дизайна.

## История
Компания была основана в 1911 году Освальдом Нохом в Глаухау. Из-за политических репрессий и национализации правительства ГДР сын основателя компании Эрих Нох не мог расширить производство. Поэтому в 1957 году он рискнул перебраться в Западную Германию. Оставив всё своё имущество, он сначала открыл дело в Мюнхене, а затем в Алльгойе.

При поддержке его семьи компания быстро росла в 1960-х и 1970-х годах. Вскоре его сын Питер Нох взял на себя управление производством. Вместе отец и сын привели компанию к успеху. В 1978 году частная компания была преобразована в GmbH & Co. KG (общество с ограниченной ответственностью). После смерти Эриха Ноха в октябре 1989 года Питер Нох возглавил компанию в качестве единственного коммерческого директора. Райнер Нох, сын Питера Ноха и, следовательно, представитель четвертого поколения семьи Нох, работал в компании с 1994 года. Отец и сын вместе руководили компанией до самой смерти Питера Ноха в сентябре 1997 года.